# Conophytum
Conophytum é um gênero botânico pertencente à família Aizoaceae.
Originárias do sul da África, onde crescem em colinas pedregosas ou rochosas, são plantas formadas por pequenos corpos carnosos que formam grupos compactos de folhas quase esféricas, soldadas a tal ponto de que só uma fenda muito pequena separa as duas folhas. No ambiente selvagem, os grupos de folhas se escondem entre as pedras e em pequenas cavidades, que retêm imperceptíveis depósitos de argila e areia.
As flores, brotam da fenda entre as folhas; a corola, de pétalas grandes e delgadas, cresce em forma de trombeta. Possuem cores bem vivas: amarelo, vermelho, rosa, violáceo.
Florescem no outono. No período de repouso secam-se as folhas velhas, formando uma casca que na primavera se abre mostrando novas folhas.
Necessitam de claridade, mas não de luz solar direta. Temperatura mínima de 5 °C ; máxima de 27 °C.
Não gostam de terra muito úmida, preferem nebulização. Aconselha-se regar no período de floração, no resto do tempo rega-se com borrifos de água regulares.
Propagação: por divisão de folhas ou por sementes.

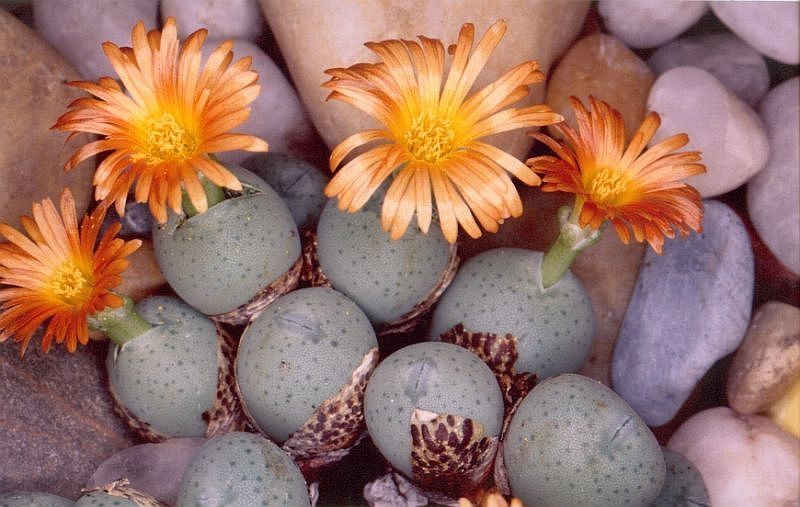
Conophytum auctum
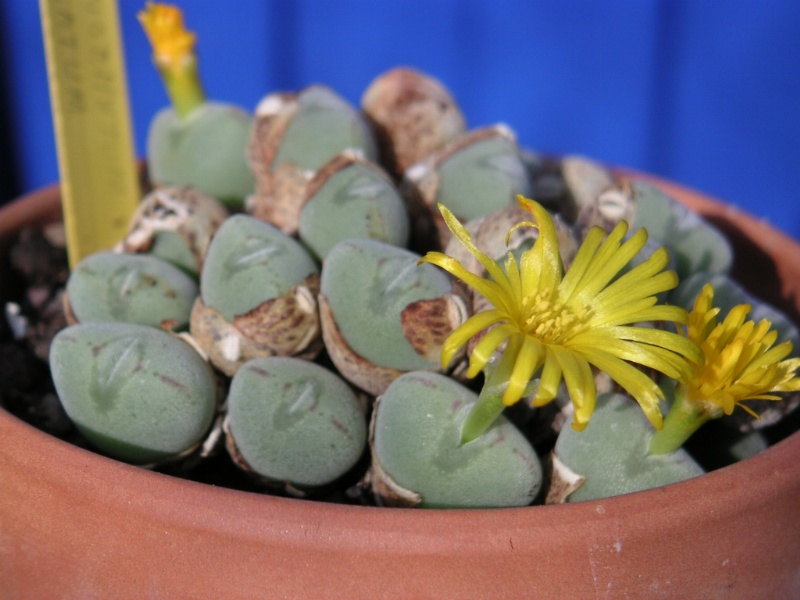
Conophytum latum
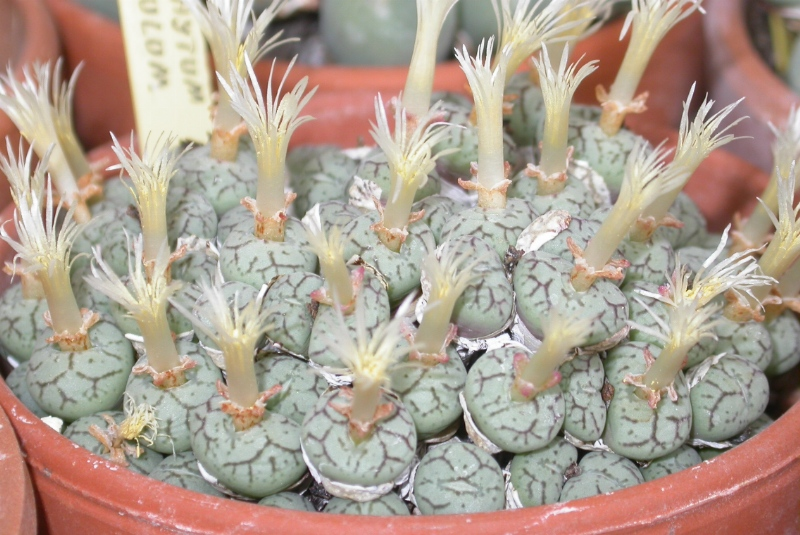
Conophytum scitulum
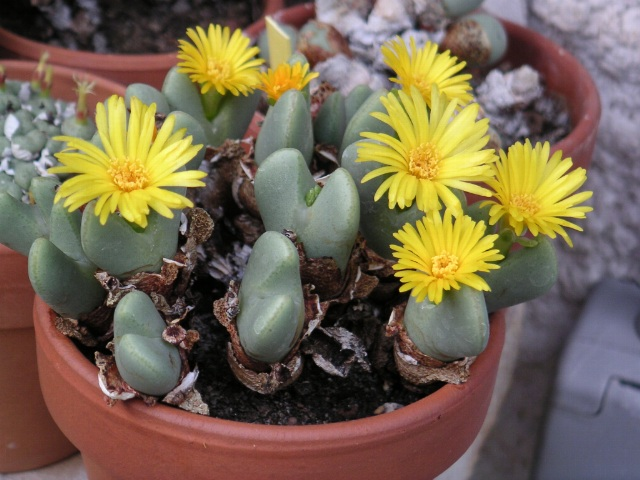
Conophytum ampliatum